# Сноубординг на зимових Олімпійських іграх 2010
Змагання зі сноубордингу на Зимових Олімпійських іграх 2010 проходили на Сайпрес Маунтін від 15 до 27 лютого 2010 року.

## Призери

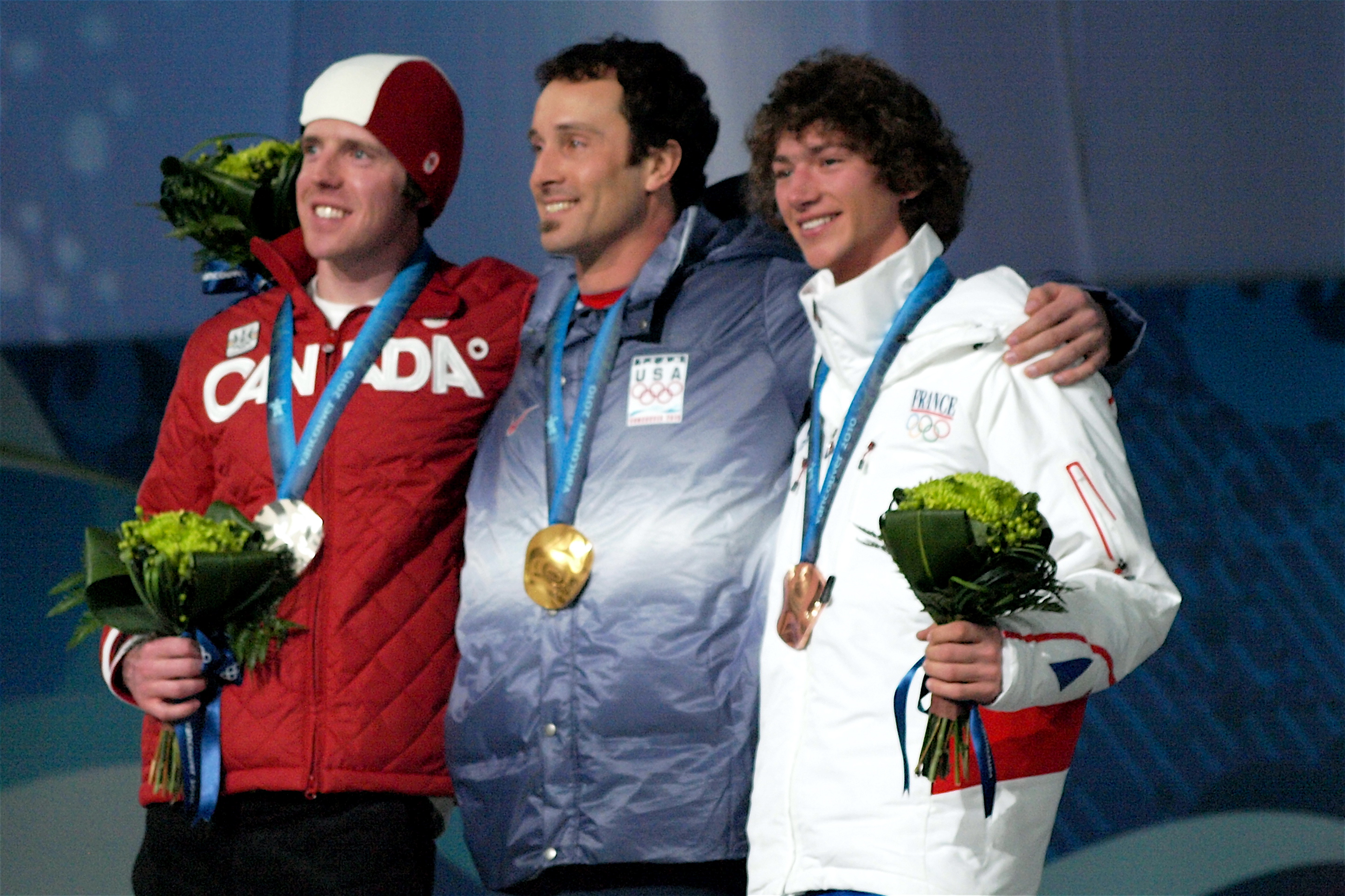
Медалісти в дисципліні снубордкрос. Зліва направо: Майк Робертсон (срібна), Сет Вескотт (золота), Тоні Рамуан (бронзова)

### Медалі за країнами
| Місце | Країна     | Золото | Срібло | Бронза | Загалом |
| ----- | ---------- | ------ | ------ | ------ | ------- |
| 1     | США        | 2      | 1      | 2      | 5       |
| 2     | Канада     | 2      | 1      | 0      | 3       |
| 3     | Австралія  | 1      | 0      | 0      | 1       |
| 3     | Нідерланди | 1      | 0      | 0      | 1       |
| 5     | Франція    | 0      | 1      | 2      | 3       |
| 6     | Австрія    | 0      | 1      | 1      | 2       |
| 7     | Фінляндія  | 0      | 1      | 0      | 1       |
| 7     | Росія      | 0      | 1      | 0      | 1       |
| 9     | Швейцарія  | 0      | 0      | 1      | 1       |

### Чоловіки
| Дисципліна                     | Золото                      | Срібло                    | Бронза                 |
| Хафпайп                        | США Шон Вайт                | Фінляндія Пеету Піїройнен | США Скотт Лаґо         |
| Паралельний гігантський слалом | Канада Джейсі-Джей Андерсон | Австрія Беньямін Карл     | Франція Матьє Боззетто |
| Сноубордкрос                   | США Сет Вескотт             | Канада Майк Робертсон     | Франція Тоні Рамуан    |

### Жінки
| Дисципліна                     | Золото                        | Срібло                  | Бронза                 |
| Хафпайп                        | Австралія Тора Брайт          | США Ганна Тетер         | США Келлі Кларк        |
| Паралельний гігантський слалом | Нідерланди Нікольєн Зауербрей | Росія Катерина Ілюхіна  | Австрія Маріон Крайнер |
| Сноубордкрос                   | Канада Маель Рікер            | Франція Дебора Антоніоз | Швейцарія Олівія Нобс  |

## Країни-учасниці
У змаганнях зі сноуборду на іграх у Ванкувері взяли участь спортсмени двадцяти семи країн.
- Андорра (1)
- Австралія (8)
- Австрія (14)
- Бразилія (1)
- Болгарія (2)
- Канада (18)
- Китай (5)
- Чехія (5)
- Данія (1)
- Фінляндія (5)
- Франція (17)
- Німеччина (8)
- Велика Британія (4)
- Італія (11)
- Японія (12)
- Нідерланди (2)
- Нова Зеландія (5)
- Норвегія (10)
- Польща (4)
- Росія (6)
- Словенія (7)
- Південна Корея (1)
- Іспанія (4)
- Швеція (1)
- Швейцарія (16)
- Україна (2)
- США (18)